# پتر اسکومال
پتر اسکومال (چکی: Petr Skoumal؛ ۷ مارس ۱۹۳۸ – ۲۸ سپتامبر ۲۰۱۴) یک نوازنده پیانو، آهنگساز، موسیقی‌دان، ترانه‌سرا،نوازنده گیتار  و خواننده اهل چکسلواکی بود.
از فیلم‌ها یا مجموعه‌های تلویزیونی که وی در آن‌ها نقش داشته‌است می‌توان به پت و مت اشاره کرد. 
مراسم تدفین و ختم او در مرده‌سوزخانه استراشنیتسه انجام شد.